# Хрватска на Светском првенству у атлетици на отвореном 2013.
Хрватска је на Светском првенству у атлетици на отвореном 2013. одржаном у Москви од 10. до 16. августа, учествовала једанаести пут, као самостална држава. Репрезентацију Хрватске представљало је 6 такмичара (3 мушкараца и 3 жене) у 4 атлетске дисциплине. Седма пријављена маратонка Лиса Кристина Стублић није отпутовала у Москву иако се у списковима ИААФ налази као пријављена. али је нема у стартној листи за  маратон.
На овом првенству Хрватска је освојила једну златну медаљу. Овим успехом Хрватска атлетска репрезентација је делила 12 место у укупном пласману освајача медаља. На табели успешности (према броју и пласману такмичара који су учествовали у финалним такмичењима (првих 8 такмичара)), делила је 30 место са Шведском са 8 бодова.  По овом основу бодове су добили представници 60 земаља, од 202 земље учеснице. Није било националних и личних рекорда. 
| Плас. | Земља    | 1. место | 2. место | 3. место | 4. место | 5. место | 6. место | 7. место | 8. место | Бр. финал. | Бод. |
| ----- | -------- | -------- | -------- | -------- | -------- | -------- | -------- | -------- | -------- | ---------- | ---- |
| =30   | Хрватска | 1        | 0        | 0        | 0        | 0        | 0        | 0        | 0        | 1          | 8    |

## Учесници
| Мушкарци: - Иван Хорват — Скок мотком - Марин Премеру — Бацање кугле - Мартин Марић — Бацање диска | Жене: - Ана Шимић — скок увис - Валентина Мужарић — Бацање кугле - Сандра Перковић — Бацање диска |  |

## Освајачи медаља

### Злато
- Сандра Перковић — Бацање диска

## Резултати

### Мушкарци
| Атлетичар     | Дисциплина   | Лични рекорд | Квалификације | Квалификације | Финале               | Финале  | Детаљи |
| Атлетичар     | Дисциплина   | Лични рекорд | Резултат      | Место         | Резултат             | Место   | Детаљи |
| ------------- | ------------ | ------------ | ------------- | ------------- | -------------------- | ------- | ------ |
| Иван Хорват   | Скок мотком  | 5,62 НР      | ххх           | БП            | БП                   | БП      |        |
| Марин Премеру | Бацање кугле | 20,59        | 18,71         | 13 у гр. А    | Није се квалификовао | 25 / 29 |        |
| Мартин Марић  | Бацање диска | 66,53        | 61.98         | 8 у гр. Б     | Није се квалификовао | 15 / 30 |        |

### Жене
| Атлетичарка       | Дисциплина   | Лични рекорд | Квалификације | Квалификације | Финале                | Финале       | Детаљи |
| Атлетичарка       | Дисциплина   | Лични рекорд | Резултат      | Место         | Резултат              | Место        | Детаљи |
| ----------------- | ------------ | ------------ | ------------- | ------------- | --------------------- | ------------ | ------ |
| Ана Шимић         | Скок увис    | 1,96         | 1,88          | 8 у гр. Б     | Није се квалификовала | 19 / 27      |        |
| Валентина Мужарић | Бацање кугле | 17,52 НР     | 16,47         | 14 у гр. А    | Није се квалификовала | 28 / 29 (30) |        |
| Сандра Перковић   | Бацање диска | 69,11 НР     | 63,62         | 1 у гр. Б КВ  | 67,99                 |              |        |